# Gasthof und Brauerei Klosterbräu (Geisenfeld)

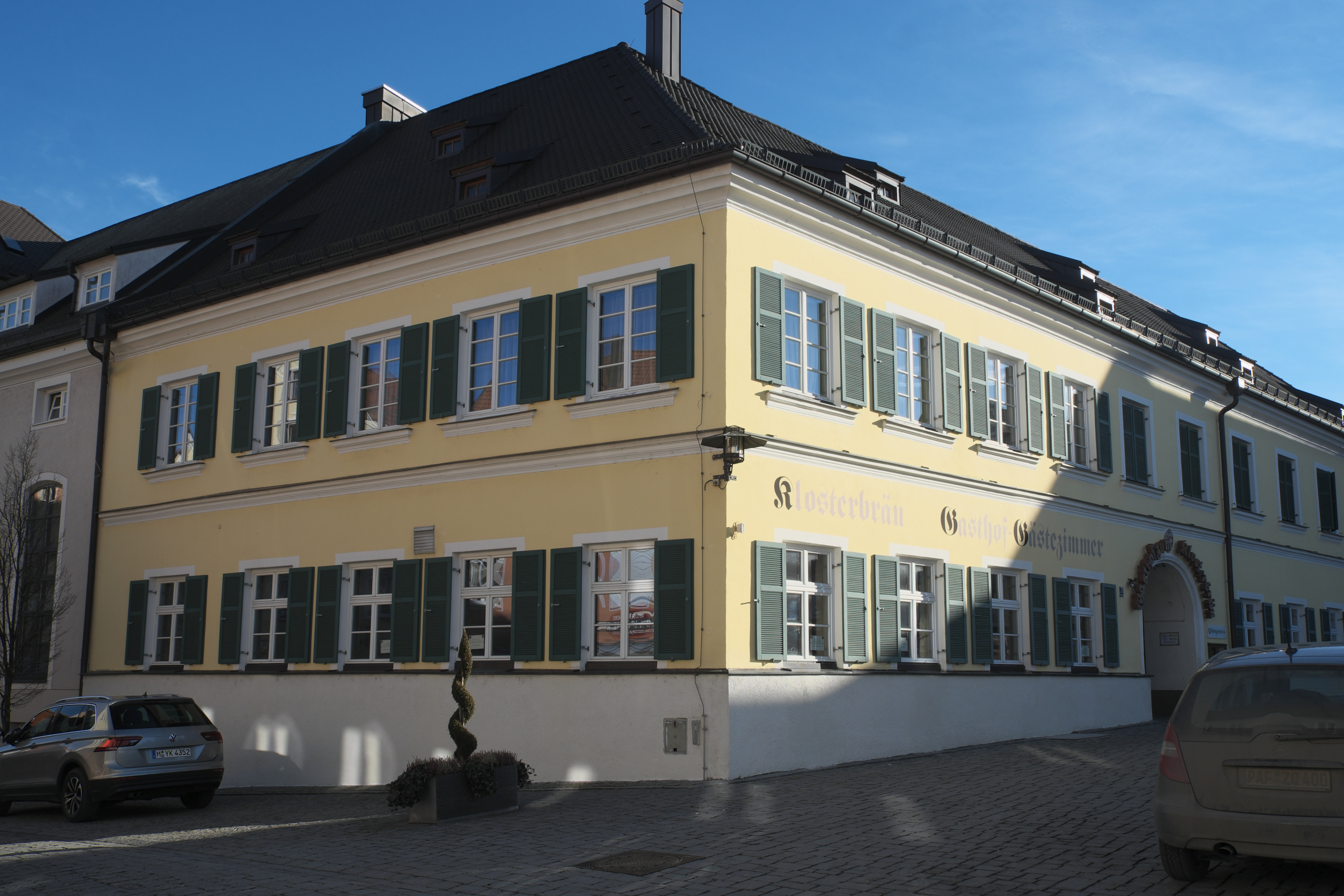
Gasthof Klosterbräu in Geisenfeld

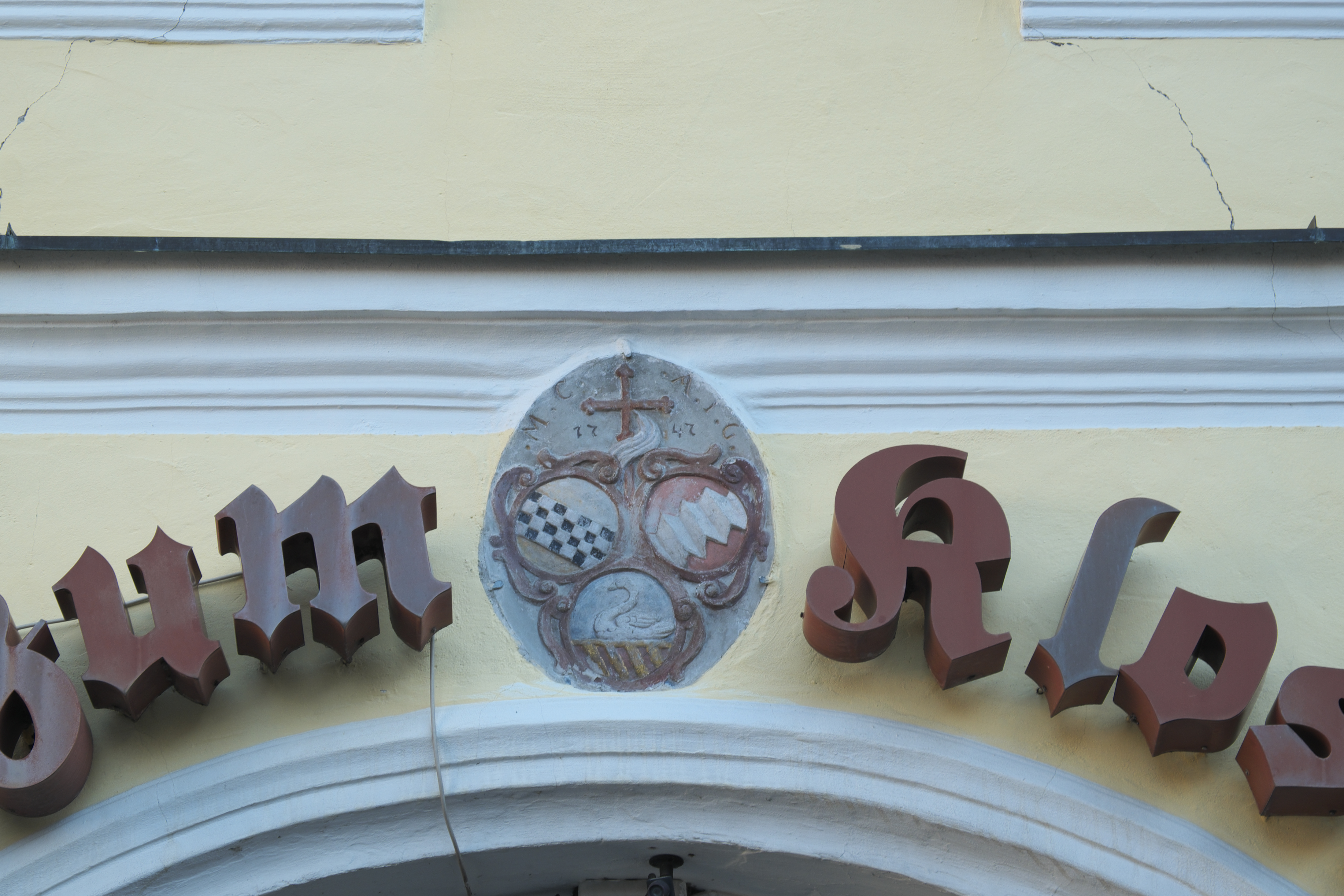
Wappen des Klosters Geisenfeld über dem Bogen der Durchfahrt

Die Gebäude Gasthof und Brauerei Klosterbräu in Geisenfeld, einer Stadt im oberbayerischen Landkreis Pfaffenhofen an der Ilm, wurden 1747 und 1756 errichtet. Der Gasthof am Stadtplatz 3 und die ehemalige Brauerei an der Rathausstraße 2 (heute eine Sparkassenfiliale) sind geschützte Baudenkmäler.
Ursprünglich waren die Gebäude Teil der weitläufigen Ökonomie des Klosters Geisenfeld. Die Kreuzgratgewölbe im Erdgeschoss und die Kelleranlagen sind zum größten Teil noch erhalten.
Der Gasthof besteht aus einem zweigeschossigen, zweiflügeligen Walmdachbau in Ecklage zur Rathausstraße. Der Westflügel zum Stadtplatz besitzt eine rundbogige Durchfahrt und ein Gurtgesims. Anfang 2020 war das Gebäude ungenutzt.
Im Norden schließt sich die ehemalige Brauerei mit Mezzaningeschoss und erhöhtem Zwerchrisalit an, die 1906 gebaut und nach dem Brand 1931 erneuert wurde.
Siehe auch
- Ensemble Stadtplatz (Geisenfeld)